# Carrowmore
Carrowmore (irl. An Cheathrú Mhór) – jedno z 4 dużych cmentarzysk megalitycznych z grobami korytarzowymi w Irlandii. Pozostałe cmentarzyska to: cmentarzysko w dolinie rzeki Boyne (Newgrange, Knowth i Dowth), Loughcrew i Carrowkeel. Carrowmore charakteryzuje się największą koncentracją grobów, chociaż tutejsze groby są mniejsze i prostsze w konstrukcji niż znane z innych irlandzkich miejsc. Cmentarzysko zajmuje obszar ponad 1 km². Część grobów stoi na prywatnych gruntach. Obecnie około 30 różnie zachowanych grobów jest rozmieszczonych wokół grobowca centralnego (nr 51). Groby zostały ponumerowane przez George’a Petriego podczas tworzenia pierwszego "Ordnance Survey of Britain and Ireland" w 1837 r. W tamtym czasie musiało istnieć więcej grobów (przynajmniej 25), a obecne luki w numeracji wskazują, że część z nich uległa zniszczeniu. System numeracji Petriego jest używany do dziś.
W wieku dwudziestym fenomen megalitów (dużych kamiennych monumentów), a zwłaszcza grobowców korytarzowych, tłumaczono jako zjawisko powiązane z początkami rolnictwa. Zakładano, że groby w dolinie rzeki Boyne były najstarszymi w Irlandii, podczas gdy mniejsze i prostsze grobowce z Carrowmore sytuowano w czasach późniejszych. Ich prostota miała być wskaźnikiem postępującej „degeneracji” społeczeństwa budowniczych grobów. Badania naukowe przeprowadzone w Carrowmore obaliły te teorie, ponieważ uzyskano daty, wskazujące na bardzo wczesną aktywność ludzką w tym miejscu. Wciąż prowadzone badania na innych stanowiskach na kontynencie skłaniają do zakwestionowania tradycyjnych poglądów na początki i czas trwania tradycji megalitycznych. Być może megality są dużo starsze niż wcześniej sądzono. Prawdopodobnie, oprócz rozwoju rolnictwa, na powstanie zjawiska wznoszenia megalitów duży wpływ miały inne zmiany społeczne o powszechnym zasięgu.
Daty uzyskane z cmentarzyska Carrowmore sugerują, iż najwyższa aktywność ludzka tutaj miała miejsce między 3800 p.n.e. a 4400 p.n.e. Najpóźniejsza data, 3600 p.n.e., pochodzi z grobowca nr 51, chociaż są dowody na istnienie w tym miejscu wcześniejszej struktury, datowanej na 4100 p.n.e. Najwcześniejsza data pochodzi z grobowca nr 4 i wskazuje na działalność ludzką, która miała tu miejsce już w 5400 p.n.e.